# 태성기계공장
태성기계공장은 북한 평안남도 남포시 잠진리에 위치한 미사일 공장이다. 잠진미사일공장이라고도 한다.

## 역사
2008년 11월 28일, 김수길 태성기계공장 공장장이 미얀마 투라 슈웨 만 육군참모총장 등 군사대표단에게 공장을 안내했다.
2011년 11월 김정일, 김정은이 태성기계공장을 시찰했다. 12월에 김정일이 사망했다.
2013년 4월 초 태성기계공장에서 무수단 미사일 2기를 열차에 적재했다.
2016년 3월 2일, 김정은이 태성기계공장을 현지지도했다. 북한에서 가장 중요한 미사일 생산공장이다. 북한은 1980년대 스커드 미사일 개발부터 대포동 2호 미사일, 은하 3호 로켓까지 이 공장에서 최종 조립한 것으로 알려졌다. 이 공장은 북한에서 가장 오래된 탄도미사일 제작 시설이다.